# Museo nazionale della Groenlandia
Il museo nazionale della Groenlandia (in groenlandese Nunatta Katersugaasivia Allagaateqarfialu) si trova a Nuuk, la capitale della Groenlandia. È stato uno dei primi musei fondati in Groenlandia, inaugurato a metà degli anni '60. Il museo ha molti manufatti relativi all'archeologia, alla storia, all'arte e all'artigianato e ha anche informazioni su rovine, cimiteri, edifici ed altro. Ha sede in un magazzino costruito nel 1936.

## Storia
La prima mostra del museo è stata inaugurata nel 1965 nella Moravian Brethren Mission House della Groenlandia. Si è trasferito nella sua posizione attuale nel vecchio porto di Nuuk negli anni '70 a causa dell'espansione della sua collezione con oggetti nativi Inuit rimpatriati dal museo nazionale Danese. Nel 1991, il museo nazionale e gli archivi nazionali sono stati riorganizzati come museo nazionale e archivi della Groenlandia, ma oggi gli archivi si trovano a nel campus Ilimmarfik dell'Università della Groenlandia.

## Mummie di Qilakitsoq
Tra gli oggetti più importanti esposti nel museo vi sono le mummie di Qilakitsoq. Il museo contiene le mummie di tre donne e un bambino di sei mesi risalente alla metà del XV secolo.

## Altre mostre
Il museo ospita anche una mostra sul cambiamento sociale negli anni '50 e una sulla geologia. Anche diversi altri edifici vicini rientrano nella protezione del museo, come l'officina di Cooper rifornita e un'esposizione su vasche e presse di grasso.